# Liste der Gemeinden im Landkreis Fürth

Karte des Landkreises Fürth

Die Liste der Gemeinden im Landkreis Fürth gibt einen Überblick über die Verwaltungseinheiten des Landkreises. Es gibt 14 politische Gemeinden, von denen 10 eine eigene Verwaltung haben, und 2 Verwaltungsgemeinschaften.

## Legende
- Verwaltungseinheit: Name der Gemeinde und Angabe der Gemeindeart: Gemeinde (–), Markt (M), Stadt (St) oder Name der Verwaltungsgemeinschaft. Einheitsgemeinden wie auch Verwaltungsgemeinschaften sind fett gedruckt
- Wappen: Wappen der Gemeinde
- GT: Gemeindeteile der Gemeinde. Der Wiki-Link ist mit der Gemeindegliederung der jeweiligen Gemeinde verknüpft.
- VG: Zeigt ggf. an, ob eine Gemeinde zu einer Verwaltungsgemeinschaft gehört
- Karte: Zeigt die Lage der Gemeinde im Landkreis
- Fläche: Fläche der Stadt beziehungsweise Gemeinde, angegeben in Quadratkilometer
- Einwohner: Zahl der Menschen, die in der Gemeinde beziehungsweise Stadt leben (Stand: 31. Dezember 2023[1])
- EW-Dichte: Angegeben ist die Einwohnerdichte, gerechnet auf die Fläche der Verwaltungseinheit, angegeben in Einwohner pro km2 (Stand: 31. Dezember 2023[2])
- Statistik: Link zur kommunalen Statistik des Bayerischen Landesamts für Statistik
- Website: Website der Gemeinde bzw. der Verwaltungsgemeinschaft

## Gemeinden
| Verwaltungseinheit            | Wappen                             | GT | VG                        | Karte                                                                         | Fläche in km²  | Einwohner      | Einwohner je km² | Statistik | Website |
| ----------------------------- | ---------------------------------- | -- | ------------------------- | ----------------------------------------------------------------------------- | -------------- | -------------- | ---------------- | --------- | ------- |
| Landkreis Fürth               | Wappen des Landkreises Fürth       |    |                           | Der Landkreis Fürth                                                           | 307,55         | 119826         | 337              | [ 3 ]     | [ 4 ]   |
| Obermichelbach-Tuchenbach, VG |                                    |    | Obermichelbach-Tuchenbach | Lage der Verwaltungsgemeinschaft Obermichelbach-Tuchenbach im Landkreis Fürth | 15,78 (5.1 %)  | 4640 (3.9 %)   | 294              |           |         |
| Veitsbronn, VG                |                                    |    | Veitsbronn                | Lage der Verwaltungsgemeinschaft Veitsbronn im Landkreis Fürth                | 24,66 (8 %)    | 9845 (8.2 %)   | 399              |           | [ 5 ]   |
| Ammerndorf, M                 | Wappen der Gemeinde Ammerndorf     | 2  |                           | Lage der Gemeinde Ammerndorf im Landkreis Fürth                               | 5,06 (1.6 %)   | 2043 (1.7 %)   | 404              | [ 6 ]     | [ 7 ]   |
| Cadolzburg, M                 | Wappen der Gemeinde Cadolzburg     | 16 |                           | Lage der Gemeinde Cadolzburg im Landkreis Fürth                               | 45,42 (14.8 %) | 11312 (9.4 %)  | 249              | [ 8 ]     | [ 9 ]   |
| Großhabersdorf                | Wappen der Gemeinde Großhabersdorf | 12 |                           | Lage der Gemeinde Großhabersdorf im Landkreis Fürth                           | 35,51 (11.5 %) | 4418 (3.7 %)   | 124              | [ 10 ]    | [ 11 ]  |
| Langenzenn, St                | Wappen der Gemeinde Langenzenn     | 23 |                           | Lage der Gemeinde Langenzenn im Landkreis Fürth                               | 46,33 (15.1 %) | 10924 (9.1 %)  | 236              | [ 12 ]    | [ 13 ]  |
| Oberasbach, St                | Wappen der Gemeinde Oberasbach     | 6  |                           | Lage der Gemeinde Oberasbach im Landkreis Fürth                               | 12,10 (3.9 %)  | 17807 (10.7 %) | 1472             | [ 14 ]    | [ 15 ]  |
| Obermichelbach                | Wappen der Gemeinde Obermichelbach | 3  | Obermichelbach-Tuchenbach | Lage der Gemeinde Obermichelbach im Landkreis Fürth                           | 9,28 (3 %)     | 3249 (2.7 %)   | 350              | [ 16 ]    | [ 17 ]  |
| Puschendorf                   | Wappen der Gemeinde Puschendorf    | 1  |                           | Lage der Gemeinde Puschendorf im Landkreis Fürth                              | 3,39 (1.1 %)   | 2277 (1.9 %)   | 672              | [ 18 ]    | [ 19 ]  |
| Roßtal, M                     | Wappen der Gemeinde Roßtal         | 17 |                           | Lage der Gemeinde Roßtal im Landkreis Fürth                                   | 44,38 (14.4 %) | 9963 (8.3 %)   | 224              | [ 20 ]    | [ 21 ]  |
| Seukendorf                    | Wappen der Gemeinde Seukendorf     | 5  | Veitsbronn                | Lage der Gemeinde Seukendorf im Landkreis Fürth                               | 8,50 (2.8 %)   | 3178 (2.7 %)   | 374              | [ 22 ]    | [ 23 ]  |
| Stein, St                     | Wappen der Gemeinde Stein          | 10 |                           | Lage der Gemeinde Stein im Landkreis Fürth                                    | 19,51 (6.3 %)  | 14851 (12.4 %) | 761              | [ 24 ]    | [ 25 ]  |
| Tuchenbach                    | Wappen der Gemeinde Tuchenbach     | 1  | Obermichelbach-Tuchenbach | Lage der Gemeinde Tuchenbach im Landkreis Fürth                               | 6,50 (2.1 %)   | 1391 (1.2 %)   | 214              | [ 26 ]    | [ 27 ]  |
| Veitsbronn                    | Wappen der Gemeinde Veitsbronn     | 7  | Veitsbronn                | Lage der Gemeinde Veitsbronn im Landkreis Fürth                               | 16,17 (5.3 %)  | 6667 (5.6 %)   | 412              | [ 28 ]    | [ 29 ]  |
| Wilhermsdorf, M               | Wappen der Gemeinde Wilhermsdorf   | 14 |                           | Lage der Gemeinde Wilhermsdorf im Landkreis Fürth                             | 26,64 (8.7 %)  | 5489 (4.6 %)   | 206              | [ 30 ]    | [ 31 ]  |
| Zirndorf, St                  | Wappen der Gemeinde Zirndorf       | 12 |                           | Lage der Gemeinde Zirndorf im Landkreis Fürth                                 | 28,78 (9.4 %)  | 26257 (21.9 %) | 912              | [ 32 ]    | [ 33 ]  |